# Marats Kasems
Marats Kasems (Riga, 1990. március 14. –) lett újságíró, a Sputnik Litvánia volt főszerkesztője, amely az orosz állami Rossiya Segodnya hírügynökség irányítása alatt áll. Az orosz médiában való szerepvállalásáról, lettországi politikai tevékenységéről, valamint a nemzetbiztonsággal kapcsolatos perekben való érintettségéről ismert.

## Gyermekkor és tanulmányok
Kasems jemeni apa és lett anya gyermekeként született. Apja, Fadel Kasem, a hadseregben szolgált. Zongorát tanult a salaspilsi zeneiskolában, majd politikatudományt kezdett tanulni a Lettországi Egyetemen, azonban tanulmányait nem fejezte be. Később mesterfokozatot szerzett az Orosz Népek Barátsága Egyetemen.

## Politikai tevékenység
2013-ban Kasems jelöltként indult a salaspilsi önkormányzati választásokon a szociáldemokrata Harmónia Párt színeiben. A pártból később kizárták, miután nyilvánosságra került egy videó, amelyben trágár nyelvezetet használva fejezte ki csalódottságát a választási eredményekkel kapcsolatban.
2018-ban részt vett a parlamenti választásokon az „Egy Alternatíváért” (Par Alternatīvu) nevű politikai szövetség jelöltjeként, és a Rossiya Segodnya újságírójaként mutatkozott be.

## Munkásság az orosz médiában
Kasemset kinevezték a Sputnik Litvánia főszerkesztőjévé. 2019-ben a litván hatóságok persona non grata-nak nyilvánították, és öt évre kitiltották az országból nemzetbiztonsági aggodalmakra hivatkozva.

## Letartóztatás és bírósági eljárás Lettországban
2022. december 30-án a Lett Állambiztonsági Szolgálat őrizetbe vette Kasemset, amikor visszatért Lettországba. Azzal vádolták meg, hogy egy idegen államot támogatott Lettország ellen irányuló tevékenységekben a lett büntetőtörvénykönyv 84. cikke alapján. Továbbá azzal is gyanúsították, hogy megsértette az EU oroszellenes szankcióit, valamint kémkedést követett el.
2023 áprilisában óvadék ellenében szabadlábra helyezték, de megtiltották számára az ország elhagyását. 2023 júliusában bűnösnek találták, és 15 500 eurós pénzbírságra ítélték, figyelembe véve beismerését és megbánását.

## Későbbi interjúk
2023 augusztusában Kasems interjút adott a Delfi hírportálnak, ahol az orosz médiaszereplését Dmitrij Kiszeljov vezetése alatt „piszkos munkának” és rosszul fizetettnek nevezte. Kijelentette, hogy nem kíván visszatérni Oroszországba. Az interjút később eltávolították az oldalról. Egy másik interjúban a lett TV3 csatornának kifejezte érdeklődését a Saeima-ba való újrajelölés iránt.

## Nézetei
Kasems szerint Lettországnak, mint kis államnak, minden rendelkezésére álló eszközt fel kell használnia információs térségének védelmére. Támogatta a befogadó lett nemzeti identitást, amely szerint minden hosszú ideje az országban élő személyt lettként és hazafinak kell tekinteni. Kiemelte, hogy a betiltott tévécsatornák népszerűsége feltáratlan társadalmi törésvonalakat és információs sebezhetőségeket jelez.